# Dominic Howard
Dominic James Howard (ur. 7 grudnia 1977 w Stockport) – angielski muzyk, perkusista zespołu Muse.
Urodził się w Stockport, niedaleko Manchesteru. Mając 8 lat, przeprowadził się z rodziną do Teignmouth, małego miasta w hrabstwie Devon. Zainspirowany szkolnym jazzowym zespołem, zaczął grać na perkusji w wieku lat 11.
Pierwszy zespół Howarda z czasów szkolnych nazwany został Carnage Mayhem (‘masakryczne okaleczenie’), później przemianowano go na Gothic Plague. W międzyczasie Howard zaproponował miejsce gitarzysty Bellamy’emu. Po dwóch latach grupa rozpadła się. Do Howarda i Bellamy’ego dołączył wtedy Chris Wolstenholme, perkusista Fixed Penalty, lecz w roli basisty. Zespół ponownie zmienił nazwę – tym razem na Rocket Baby Dolls. Ostatecznie trio nazwało się Muse, co rzekomo było zainspirowane wypowiedzią anonimowego mieszkańca Teignmouth, iż nad miastem musi krążyć muza, odpowiedzialna za powstawanie tam tak dużej liczby zespołów.
Inspirację dla perkusisty stanowią m.in.: Stewart Copeland, Roger Taylor, Buddy Rich, Nick Mason, Tre Cool, Tim Alexander, Dave Grohl. Cenieni przez niego wykonawcy to m.in.: Jimi Hendrix, Pavement, Radiohead, Pink Floyd, Led Zeppelin, Queen, dEUS, The Smashing Pumpkins, Primus, Rage Against the Machine, Green Day i Nine Inch Nails.
Dom jest leworęczny, w związku z czym gra na specjalnie dostosowanej perkusji, gdzie hi-hat stoi po jego prawej, a floor tom (kocioł) po lewej stronie.